# Maidstone United Football Club
Il Maidstone United Football Club è stata una società di calcio inglese, con sede a Maidstone.

## Storia
Il Maidstone United Football Club venne fondato nel 1897. Negli anni precedenti al secondo conflitto mondiale partecipa alla Kent Football League.
Successivamente partecipa alla Corinthian League, alla Athenian League ed alla Isthmian Football League.
La squadra vince la Alliance Premier League 1983-1984, a cui segue un altro successo nella stagione 1988-1989, che permise al Maidstone di accedere per la prima volta alla Football League, nonostante i dubbi di molti che questa potesse permettersi di mantenere il nuovo status di squadra professionista e dal fatto che la squadra avesse dovuto abbandonare il proprio stadio a Maidstone per quello di Dartford, perdendo numeroso seguito.
Nella stagione d'esordio in Fourth Division il Maidstone Utd ottenne il quinto posto finale, perdendo però i play-off contro i futuri vincitori del Cambridge Utd.
Negli anni seguenti il Maidstone Utd cedette i propri giocatori più rappresentativi per appianare i debiti accumulati, senza però che queste cessioni bastassero. Furono ceduti tra gli altri Warren Barton per 300.000£ al Wimbledon FC e Steve Butler al Watford per 150.000£.
All'inizio della Third Division 1992-1993 la squadra ancora colpita da gravi problemi finanziari, benché al principio iscritta al campionato, fallisce.
Nello stesso anno viene fondato il Maidstone Invicta, che due anni dopo assumerà il nome del club defunto.

## Allenatori
- Jimmy McMullan (1921-1923)
- Barry Watling (1976-1977)
- Barry Fry (1985-1986)
- Clive Walker (1992)

## Palmarès

### Competizioni nazionali
- National League: 2

1983-1984, 1988-1989
- Southern Football League First Division South: 1

1972-1973
- Corinthian League: 1

1955-1956

### Competizioni regionali
- Kent Football League: 5

1898-1899, 1899-1900, 1900-1901, 1921-1922, 1922-1923
- Kent Senior Cup: 16

1898–1899, 1900–1901, 1902–1903, 1906–1907, 1908–1909, 1913–1914, 1919–1920, 1921–1922, 1922–1923, 1965–1966, 1975–1976, 1978–1979, 1979–1980, 1981–1982, 1988–1989, 1989–1990